# Global Strategic Metals

Altes Logo

Global Strategic Metals Ltd (ehemals Global Strategic Metals NL, East Coast Minerals NL) ist ein Bergbauunternehmen aus Australien. Es betreibt Lagerstättenexploration und Bergwerke für Silber und andere Metalle in Westaustralien. Die Aktien des Unternehmens wurden an der Australian Securities Exchange und dem Open Market der Frankfurter Wertpapierbörse gehandelt, im Juni 2012 änderte man seinen Namen von East Coast Minerals in Global Strategic Metals. Die Haupteigentümer des Unternehmens sind Exchange Minerals mit 33,5 % und Cape Lambert mit 19,5 % der Aktien. Im August 2014 wurde die Börsennotierung zurückgezogen, Logo und Name geändert.

## Lagerstätten

### Elizabeth Hill
Der Elizabeth Hill liegt etwa 25 Kilometer südlich von Karratha, hier wurde zwischen 1998 und 2000 in einem kleinen Untertagebau Silber abgebaut. 16.800 Tonnen Gestein mit einem Gehalt von 2100 Gramm Silber pro Tonne Gestein wurden gefördert, insgesamt 1,17 Millionen Feinunzen Silber. Nach dem Abbau wurden weitere Probebohrungen durchgeführt, 2010 fand man bei solchen Gestein mit einem Silbergehalt von 6,4 Gramm pro Tonne Gestein in vier Metern Tiefe. Diese Werte liegen deutlich unter denen aus früheren Zeiten, der Abbau ist nicht rentabel.

### Gossan Dam
Das Gossan-Dam-Gebiet liegt im Mukinbudin Shire, seit den 1970er Jahren wurden Gesteinsproben von hier analysiert. Bei Bohrungen durch Shell Minerals Exploration im Jahr 1977 wurden als beste Resultate in einem Meter Tiefe 1,00 % Kupfer, 1,50 % Blei, 1,70 % Zink und 760 Gramm Silber pro Tonne Gestein gemessen. In 85 Meter Tiefe lagen die Werte bei 0,65 % Kupfer, 1,58 % Blei, 1,81 % Zink und 680 Gramm Silber pro Tonne Gestein. 1997 wurden weitere Probenahmen aus dem Eisernen Hut von Merrit Mining durchgeführt. Die besten Resultate waren 2,23 % Zink, 1,01 % Blei, 12,9 % Mangan und 34,8 Gramm Silber pro Tonne Gestein.

### Wolfsberg Lithium Project
Nahe der Stadt Wolfsberg in Kärnten lagern die vermutlich größten Lithiumvorkommen Europas in Form von Spodumen. Bereits in den 1980er Jahren wurden Probebohrungen durchgeführt, heute werden die Vorräte auf rund 17 Millionen Tonnen Gestein mit einem Gehalt von 1,5 % Lithiumoxid veranschlagt und weitere acht bis zwölf Millionen Tonnen Gestein mit einem Lithiumoxidgehalt von 1,5 bis 2,0 % werden vermutet. Die Abbaurechte gehörten der Kärntner Montanindustrie, die sie 2011 für 10,25 Millionen Euro an East Coast Minerals verkaufte. Das Unternehmen will im Stollen auf der Lavanttaler Weinebene pro Jahr etwa 300.000 bis 350.000 Tonnen Gestein abbauen.